# Westminster (Ohio)
Westminster es un lugar designado por el censo ubicado en el condado de Allen en el estado estadounidense de Ohio. En el Censo de 2020 tenía una población de 406 habitantes y una densidad poblacional de 85,84 habitantes por km². Fue incluido como CDP en el censo de 2020.

## Geografía
Westminster se encuentra ubicado en las coordenadas 40°41′56″N 83°58′46″O / 40.69889, -83.97944. Según la Oficina del Censo de los Estados Unidos,  tiene una superficie total de 4,73 km², de la cual 4,72 km² corresponden a tierra firme y 0,01 km² a agua.